# Todd Barkan
Todd Barkan (* 13. srpna 1946) je americký jazzový impresário a hudební producent. Narodil se v Nebrasce a vyrůstal v ohijském Columbusu. V roce 1972 zakoupil v San Franciscu tehdy rockový klub Keystone Korner, který změnil v čistě jazzový podnik. Vedl jej až do jeho zániku v roce 1983. Jako producent se podílel na více než stovce alb. Pracoval například na nahrávkách Reda Garlanda, Bobbyho Hutchersona, Archieho Sheppa či Jiřího Mráze. Sám rovněž hrál na klavír.